# SIG Sauer XM7
Das SIG Sauer XM7 ist ein Sturmgewehr, das von SIG Sauer entwickelt wurde. Es soll den derzeit beim US-amerikanischen Militär verwendeten M4-Karabiner teilweise ersetzen.

## Hintergrund
Das bisherige Standard-Gewehr M4 gehört zu einer langen Reihe von Abwandlungen, die letztendlich von der ArmaLite AR 15 aus den 1960er Jahren abstammen. Der M4-Karabiner wurde inzwischen mehr als 90 Mal modifiziert. Die bisherigen Standard-Gewehre und auch deren Munition basieren auf Entwürfen, die noch aus der Anfangszeit des Vietnamkrieges stammen. Probleme in Sachen Zuverlässigkeit konnten aber nie ganz ausgeräumt werden (siehe dazu: Zuverlässigkeit des M16). Auch die bislang verwendete Munition im Kaliber 5,56 × 45 mm NATO geriet nach Kampferfahrungen in die Kritik. Insbesondere im Einsatz im offenen Gelände wie in Afghanistan gerieten NATO-Truppen in Situationen, in denen sowohl Reichweite als auch Geschosswirkung als unzureichend erachtet wurden. Um auch gegen den steigenden Einsatz von beschusshemmender Ausrüstung auf dem Gefechtsfeld gewappnet zu sein wurde das NGSW-Programm (Next Generation Squad Weapon) auf den Weg gebracht, um Möglichkeiten zur Neuausrüstung zu untersuchen. Als Kernkomponente des Programms wurde daher die Einführung eines neuen Militärkalibers festgelegt. Den Zuschlag erhielt eine von SIG-Sauer entwickelte Gewehrmunition: 
Die XM7 entstand dann als Adaptierung der bestehenden Feuerwaffenfamilie SIG MCX auf die neue Patrone.

## Technik
Das XM7 arbeitet als Gasdrucklader mit kurzem Gaskolbenhub, anstatt das direkte Gasdruckladesystem der M16/M4 aufzugreifen. Damit gelangen weniger Rückstände der Treibladung ins Innere der Waffe, was die Zuverlässigkeit steigert. Dadurch erhöht sich jedoch auch das Gewicht der Waffe. Die Schließfeder der SIG-Sauer reicht auch nicht wie dort in den Kolben hinein. Das macht es nunmehr möglich, den Kolben nicht nur teleskopartig in seiner Länge anzupassen, sondern auch ganz abzuklappen. Bei der M16/M4 ist wegen des hinten weit vorstehenden Puffers der Schließfeder (buffer tube) nur eine Teleskop-Schäftung möglich. 

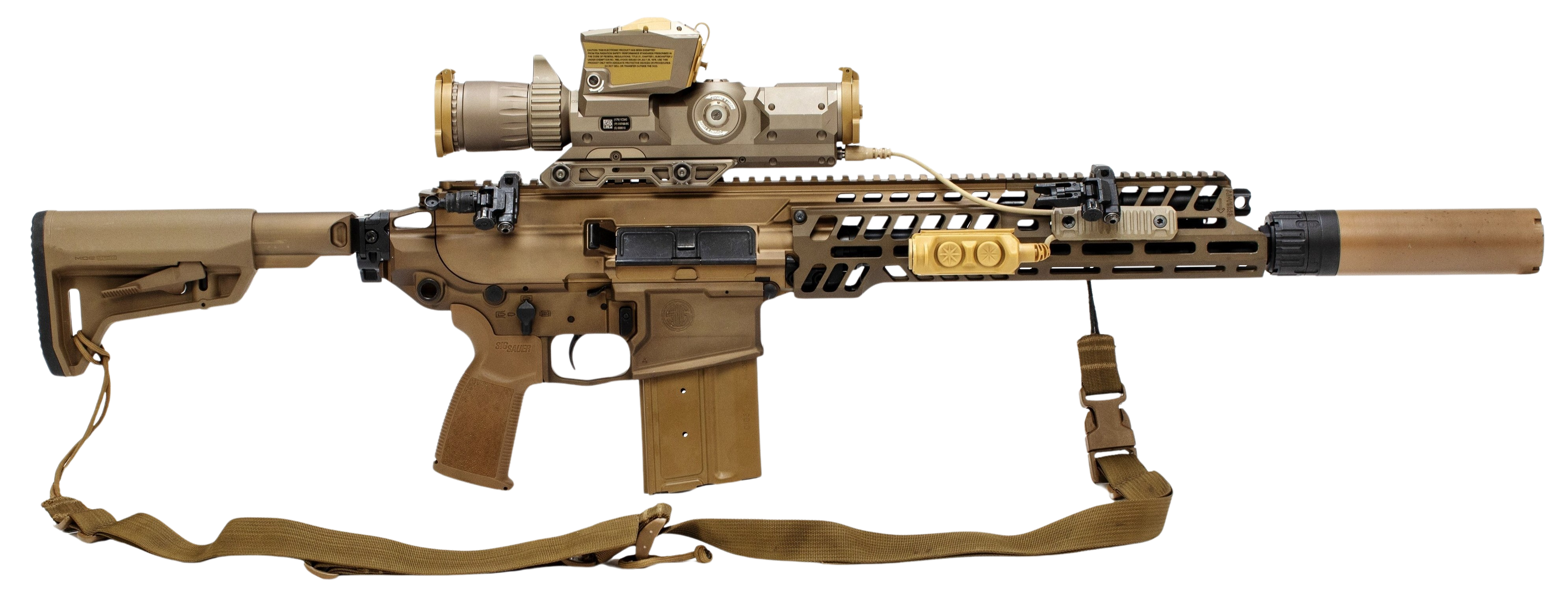
M7 mit Zieloptik XM157

Die Präzision der Waffe wird mit zirka einer Winkelminute (MOA) angegeben. Im Vergleich: die Genauigkeit des M4-Karabiners beträgt nur 4 MOA. Das Einsatzkonzept ist vorrangig auf gezieltes Einzelfeuer denn auf die Feuerkraft einer automatischen Waffe ausgerichtet. Die Waffe kann mit einer neuartigen Zieloptik vom Typ XM157 ausgerüstet werden. Diese bietet nicht nur eine 8fache Vergrößerung, sondern liefert dem Schützen durch integrierte Laser-Entfernungsmessung und Zielberechnung eine Feuerleitlösung. Die Montage erfolgt über eine Picatinny-Schiene. Am Handschutz kann M-LOK-kompatibles Zubehör angebracht werden. An der Laufmündung kann ein Schalldämpfer montiert werden. Dadurch steigt jedoch die Länge der Waffe auf 106 cm sowie das Gewicht auf 4,46 kg.

## Handhabung
Die Anordnung der Bedienelemente des XM7 orientiert sich eng an jener des M4-Karabiners. Für Soldaten der US-Streitkräfte ist die Handhabung daher wie gewohnt möglich, was eine Umschulung weitgehend unnötig macht und Bedienfehler verringert. Die Elemente sind (bis auf die Schließhilfe) auch beidhändig bedienbar:
- Sicherung
- Spannschieber hinten
- Verschlussfanghebel
- Magazinauswurf

Das führt aber auch zu dem ungewöhnlichen Umstand, dass es nunmehr zwei Ladegriffe gibt. Neben dem Griff hinten kann die Waffe auch mit einem Knauf auf der linken Seite durchgeladen werden. Die beiden Teile des Verschlussgehäuses lassen sich wie bei AR-Modellen auseinanderklappen; die Zerlegung des Gewehres erfolgt also recht ähnlich.

## Kritik
Die Einführung des neuen Ordonnanzgewehres ist umstritten:
- Das XM7 (auch ohne Mündungsdämpfer und Optik) ist deutlich schwerer als der M4-Karabiner.[4]
- Im Einsatz auf kurze Distanz/im urbanen Umfeld ist der leichte und führige M4-Karabiner besser geeignet.
- Die leistungsstärkere Munition bringt einen erhöhten Rückstoß mit sich.
- Ein neuer Munitionsstandard verringert die NATO-Interoperabilität und macht die Logistik aufwändiger.[8]
- Größere Abmaße der neuen Patrone verringern die Magazinkapazität (nur 20 statt 30).[7]
- Ein höheres Gewicht sowohl der Waffe als auch der Patronen reduzieren den Kampfsatz, den ein einzelner Soldat mit sich führen kann (von 210 auf 140 Schuss).[7][9]